# Bunchrew
Bunchrew (Schots-Gaelisch: Bun Chraoibh) is een dorp in de Schotse lieutenancy Inverness in het raadsgebied Highland op de zuidelijke oever van Beauly Firth.